# Теорія змови про примарний час

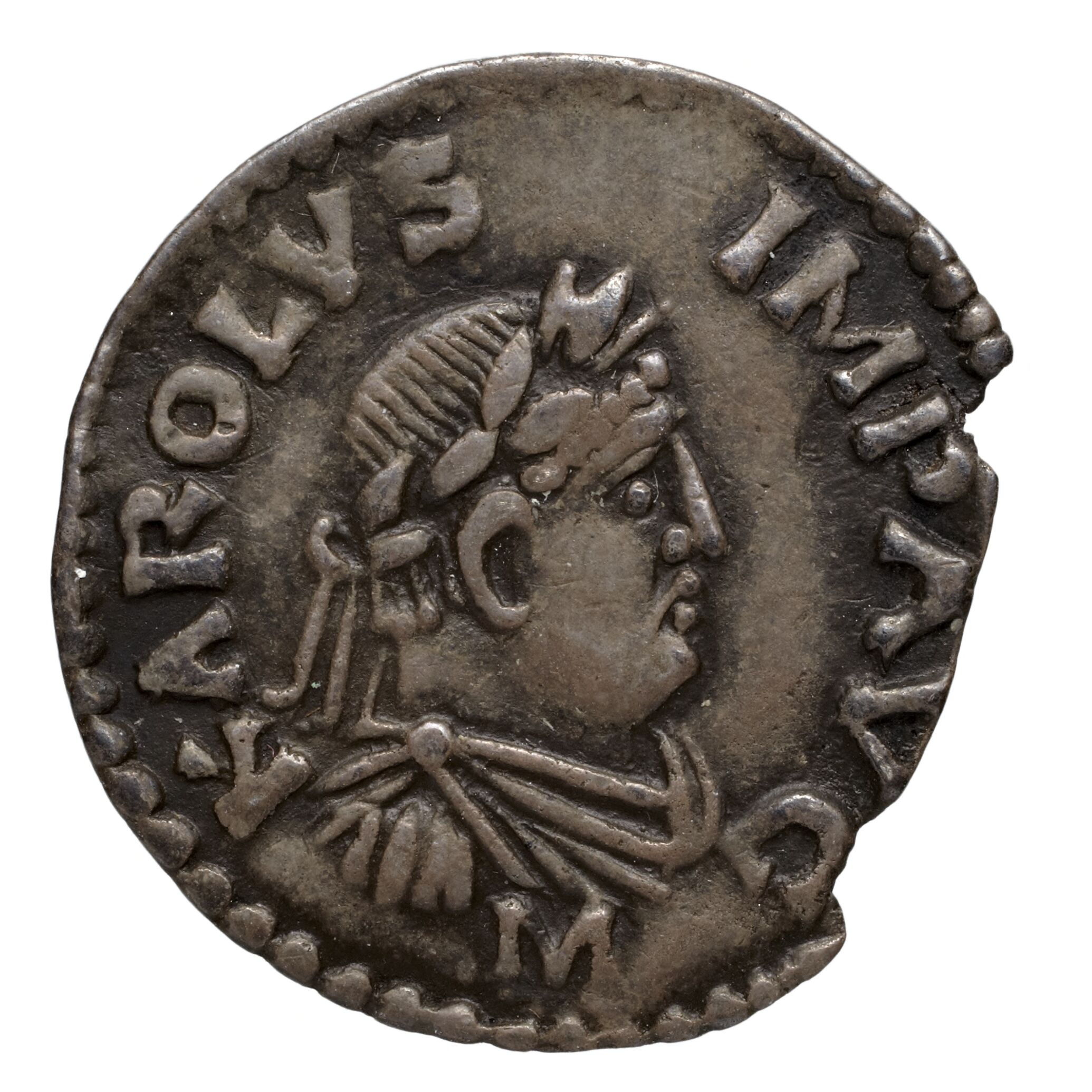
Гіпотеза фантомного часу стверджує, що Карла Великого не існувало.

Теорія змови про фантомний час — це псевдоісторична теорія змови, яку вперше ствердив Геріберт Ілліг у 1991 році. Він передбачає змову імператора Священної Римської імперії Оттона III, Папи Сильвестра II і, можливо, візантійського імператора Костянтина VII, щоб сфабрикувати систему датування в рік Господній заднім числом, щоб віднести їх до особливого року 1000 року нашої ери, і переписати історію, щоб легітимізувати претензії Отто на Священну Римську імперію. Ілліг вважав, що це було досягнуто шляхом зміни, спотворення та підробки документальних і речових доказів. Згідно з цим сценарієм, весь період Каролінгів, включаючи фігуру Карла Великого, є вигадкою, з «фантомним часом» у 297 років (614—911 рр. н. е.), доданим до раннього середньовіччя.
Докази суперечать гіпотезі, і вона не знайшла підтримки істориків, а календарі в інших європейських країнах, більшій частині Азії та частині доколумбової Америки суперечать цьому.

## Геріберт Ілліг
Ілліг народився в 1947 році в Фоенштраусі, Баварія. Він був активним членом асоціації, присвяченої Іммануїлу Великовському, катастрофізму та історичному ревізіонізму, Товариство реконструкції людської та природної історії. З 1989 по 1994 рік він був редактором журналу Доісторичний-ранній-сучасний. З 1995 року він працював видавцем і автором у власному видавництві Видавництво «Богомол». і видавав власний журнал Стрибки в часі Окрім своїх публікацій, пов'язаних із переглянутою хронологією, він редагував праці Егона Фріделя.
Перш ніж зосередитися на періоді раннього середньовіччя, Ілліг опублікував різні пропозиції щодо переглянутих хронологій доісторії та Стародавнього Єгипту. Його пропозиції отримали помітне висвітлення в німецьких мас-медіа в 1990-х роках. Його «Das erfundene Mittelalter» ("Винайдене Середньовіччя ") 1996 року також отримав наукову рецензію, але був загальновідкинутий істориками як фундаментально помилковий. У 1997 році журнал Етика та соціальні науки запропонував платформу для критичного обговорення пропозиції Ілліга, де багато істориків прокоментували різні аспекти. Після 1997 року ідеї Ілліга були мало сприйняті науковцями, хоча в німецьких мас-медіа їх продовжували обговорювати як псевдоісторію. Ілліг продовжував публікувати «гіпотезу фантомного часу» принаймні до 2013 року. Також у 2013 році він опублікував не пов'язану з цим тему історію мистецтва, про німецького майстра епохи Відродження Антона Пілграма, але знову пропонував переглянути традиційну хронологію та виступав за скасування категорії історії мистецтва маньєризму.

## Претензії

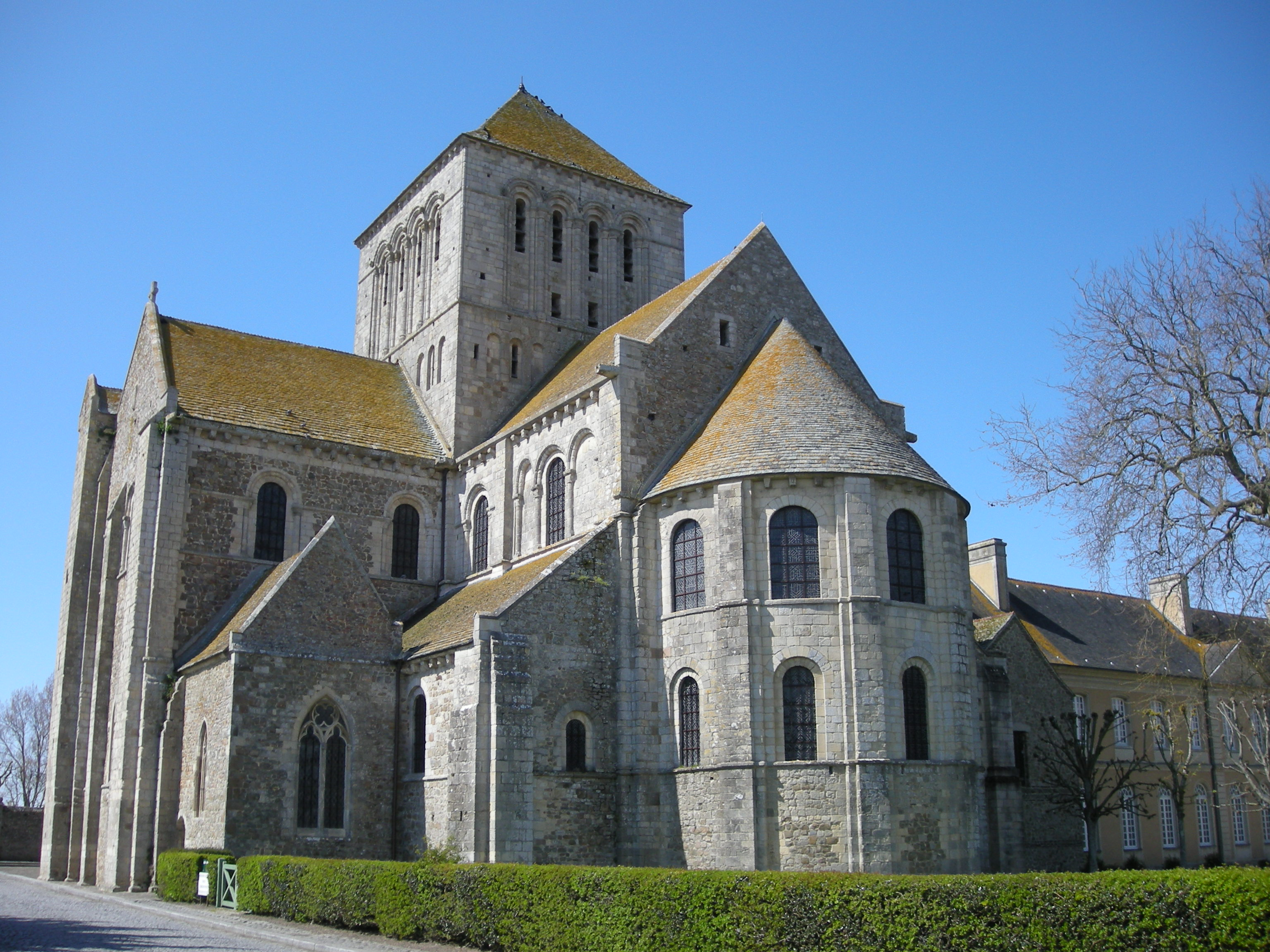
Абатство Лессе, приклад романської архітектури

- Що існує дефіцит археологічних доказів, які можна достовірно датувати періодом 614—911 років нашої ери.
- Що методи датування, які використовуються для таких останніх періодів, радіометрія та дендрохронологія, є неточними.
- Що середньовічні історики надто покладаються на письмові джерела.
- Присутність романської архітектури в Західній Європі десятого століття свідчить про те, що римська епоха була не такою давною, як прийнято вважати.
- Що на момент запровадження григоріанського календаря в 1582 році нашої ери мала бути розбіжність у 13 днів між юліанським календарем і справжнім (або тропічним) календарем, коли астрономи та математики, які працювали на папу Григорія XIII, виявили, що цивільний календар потрібно було скорегувати лише на десять днів. З цього Ілліг робить висновок, що епоха нашої ери нараховувала приблизно три століття, які ніколи не існували.

## Спростування
- Спостереження в стародавній астрономії, особливо спостереження сонячних затемнень, цитовані європейськими джерелами до 600 р. н. е. (коли фантомний час міг би спотворити хронологію), узгоджуються зі звичайною хронологією, а не з хронологією Ілліга. Крім кількох інших, які, можливо, є надто розпливчастими, щоб спростувати гіпотезу про фантомний час, дві, зокрема, датовані з достатньою точністю, щоб поставити цю гіпотезу під сумнів. Про одне повідомляє Пліній Старший у 59 році нашої ери. Ця дата має підтверджене затемнення. Крім того, спостереження під час династії Тан у Китаї та комети Галлея, наприклад, узгоджуються з сучасною астрономією без додавання «фантомного часу».
- Археологічні залишки та методи датування, такі як дендрохронологія (датування деревними кільцями), спростовують, а не підтверджують «фантомний час».
- Григоріанська реформа ніколи не мала на меті привести календар у відповідність до юліанського, як він існував на момент його встановлення в 45 р. до н. е., але як вона існувала в 325 р. н. спосіб визначення дати Великодньої неділі шляхом фіксації весняного рівнодення 21 березня за юліанським календарем. До 1582 року астрономічне рівнодення відбувалося 10 березня за юліанським календарем, але Великдень все ще обчислювався від номінального рівнодення 21 березня. У 45 році до нашої ери астрономічне весняне рівнодення відбулося приблизно 23 березня. Таким чином, «три відсутні століття» Ілліга відповідають 369 рокам між запровадженням юліанського календаря в 45 році до нашої ери та встановленням дати Великодня на Нікейському соборі в 325 році нашої ери.
- Якби Карл Великий і династія Каролінгів були сфабриковані, мала б бути відповідна фабрикація історії решти Європи тієї ж епохи, включаючи англосаксонську Англію, папство та Візантійську імперію. Період «фантомного часу» також охоплює життя Мухаммеда та ісламську експансію на території колишньої Західної Римської імперії, включаючи завоювання вестготської Іберії. Цю історію також слід було б підробити або кардинально неправильно датувати. Його також слід було б узгодити з історією китайської династії Тан та її контактами з ісламським світом, як, наприклад, у битві при Таласі.